# Рада народних комісарів Української РСР
Ра́да Наро́дних Коміса́рів УСРР (з 1937 року — УРСР) (Раднарком, рос. Совнарком) — найвищий орган виконавчої влади (уряд) Радянської України (УСРР, УРСР) у 1919–1946 роках, попередник Ради Міністрів УРСР.

## Перший радянський уряд
В Україні перший радянський уряд, як і уряд УНР, представниками Москви був названий «Народним Секретаріатом» (грудень 1917).
28 листопада 1918 року у Курську на українській території, контрольованій РСЧА РСФРР, було створено «Тимчасовий робітничо-селянський уряд України» та його збройні формування, після чого більшовики розгорнули наступ на Україну. Під цією назвою він діяв до січня 1919, коли був перейменований на «Раду Народних Комісарів України», за російським зразком — РНК.

## Другий радянський уряд
Недовгий час у 1919—1920 РНК УСРР була ліквідована, а її обов'язки виконував Всеукраїнський Революційний Комітет. Згідно зі ст. 16 конституції УСРР 1919 раднарком УСРР міг розглядати всі справи законодавства й управління країною, але вирішувати тільки ті з них, що були передані йому ВУЦВК на основі загального або спеціального уповноваження. Конституція УСРР 1919 не називала кількості народних комісарів і не визначала їх функцій. Ряд галузей управління в УСРР керувався відповідними наркоматами РРФСР (військова справи, зовнішня торгівля, пошта і телеграф, транспорт тощо), що мали при наркоматі УСРР представників. Ці оправи передано у відання наркоматів РРФСР спеціальними угодами 1919—1921 поміж УРСР і РРФСР.
28 грудня 1920 року під час VIII Всеросійського з'їзду Рад у Москві був підписаний «Союзний договір між РСФРР та УСРР» про «військовий та господарський союз»: з боку РСФРР — Головою Раднаркому РСФРР В. Леніним та Наркомом закордонних справ РСФРР Г. Чичеріним та з боку УСРР — Головою Раднаркому УСРР та Наркомом закордонних справ Х. Раковським

## Третій радянський уряд
Після утворення СРСР, у 1923 компетенції центральних органів СРСР були дещо обмежені: раднарком СРСР отримував від ЦВК СРСР законодавчі повноваження тільки у важливіших справах СРСР. Раднарком УРСР складався з народних комісарів, уповноважених народних комісарів СРСР при уряді УРСР, уповноваженого ДПУ СРСР та інших осіб, включених в його членів на основі постанови ЦВК. Згідно з конституцією СРСР 1924, УРСР мала 11 народних комісаріатів, у тому числі 5 однойменних з союзними народними комісаріатами (т. зв. об'єднані наркомати): фінансів, праці, робітничо-селянської інспекції, продовольства (пізніше перейменований на внутрішньої торгівлі) і Вищої Ради народного господарства та 6 самостійних (юстиції, внутрішніх справ, освіти, соціального забезпечення, земельних справ й охорони здоров'я). Крім того, до складу РНК УРСР входило 5 уповноважених, т. зв. злитих, себто загально-союзних народних комісаріатів СРСР з правом дорадчого або вирішального голосу за вирішенням ЦВК СРСР (закордонних справ, військових і морських справ, зовнішньої торгівлі, шляхів сполучення, пошт і телеграфу).

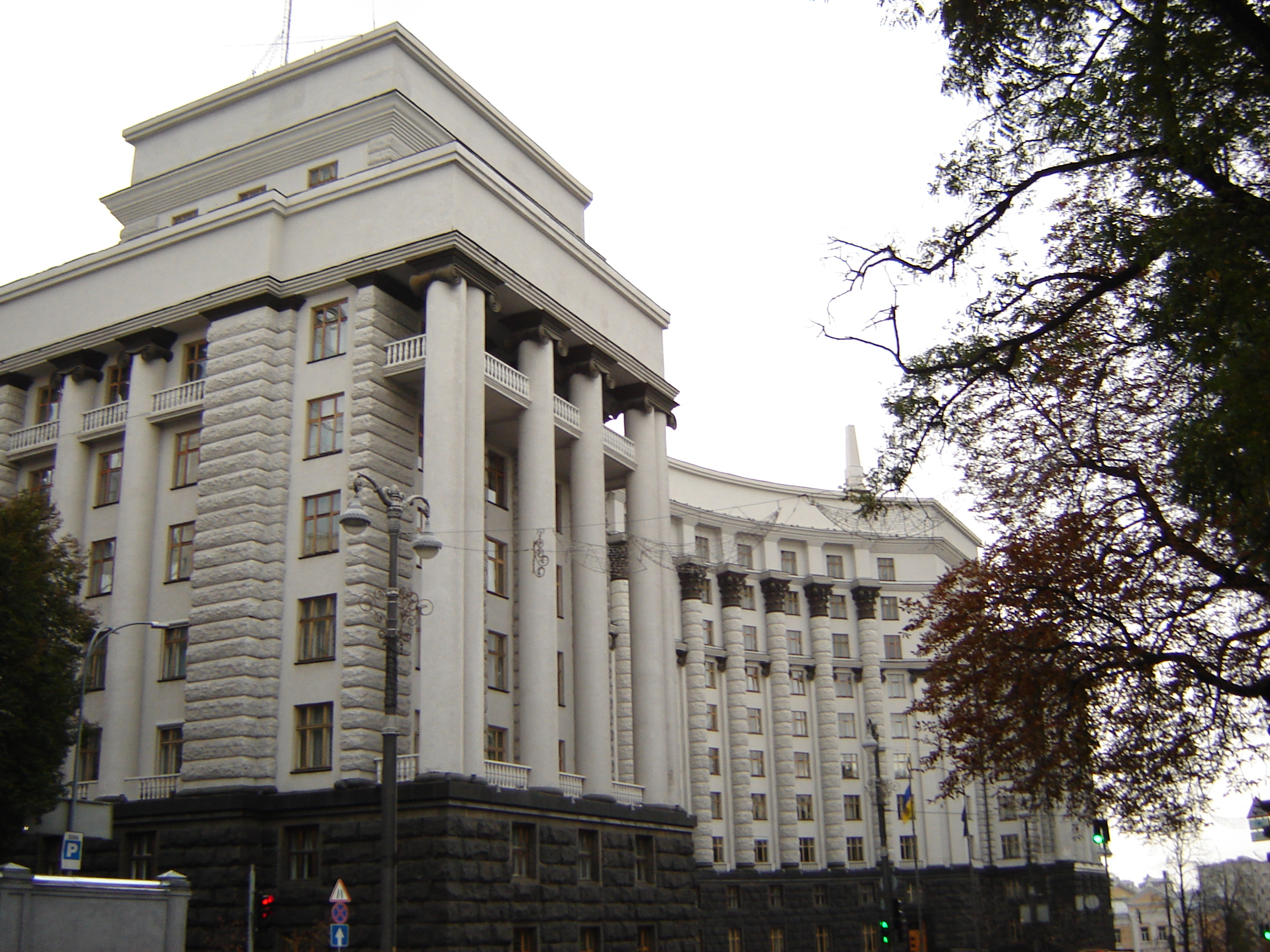
Будинок Уряду

Конституція 1936 в принципі зберегла цей поділ, увівши нові назви для наркоматів: а) загально-союзні, що керували дорученою їм галуззю державної адміністрації на всій території СРСР безпосередньо або через підлеглі їм органи; б) союзно-республіканські, що керували відповідною галуззю за списком підприємств чи установ через однойменні наркомати в республіці; в) республіканські, підпорядковані тільки РНК республік. Крім наркоматів, до РНК УРСР належали державні комітети і центральні управління (Держплан, Головне управління організованого набору робітників і переселення та ін.). По реформі управління господарством у 1932 — 1934 кількість народних комісаріатів СРСР збільшилася. Згідно з офіційною теорією РНК стала найвищим адміністративним органом, який під керівництвом партії у межах своїх компетенцій мав виконувати обов'язки уряду радянської держави з метою побудови соціалістичного суспільства.
Голову і членів РНК УРСР формально призначав ВУЦВК, з 1937 Верховна Рада УРСР, яким РНК була підзвітна; на ділі ж вирішальний вплив мало московське керівництво ВКП(б) та ЦК КПУ і під їх контролем РНК УРСР здійснювала доручені їй законодавчі й виконавчі обов'язки. Нормативні акти РНК за конституцією СРСР 1924 мали форму декретів і постанов, а за конституцією 1936 — постанов і розпоряджень.